# (37700) 1996 AL3
1996 أي أل 3 (ويعرف أيضًا باسم (37700) 1996 أي أل 3 وفق تسمية الكوكب الصغير) (بالإنجليزية: 1996 AL3)‏ هو كويكب ضمن حزام الكويكبات؛ وترتيبه 37700 من حيث الاكتشاف.
اكتُشف هذا الجُرم الفلكي بواسطة Maui Space Surveillance Complex ‏ في 10 يناير 1996.

## وصلات خارجية
- (37700) 1996 AL3 في قاعدة بيانات مختبر الدفع النفاث لأجرام النظام الشمسي الصغيرة

- الاكتشاف · مخطط المدار ·  العناصر المدارية · المعلمات المادية

- (37700) 1996 AL3 على موقع ويكي سكاي: DSS2, SDSS, GALEX, IRAS, Hydrogen α, X-Ray, Astrophoto, Sky Map, Articles and images